# Spinon
Les spinons sont l'une des trois quasi-particules, avec les chargeons et les orbitons, qui résultent de la division des électrons contenus dans les solides au cours du processus de séparation spin-charge, se produisant lorsqu'ils sont extrêmement confinés et à des températures proches du zéro absolu. L'électron peut toujours être théoriquement considéré comme un état lié des trois quasi-particules, avec le spinon portant le spin de l'électron, l'orbiton caractérisant l'orbitale atomique et le chargeon portant la charge électrique, mais dans certaines conditions ils peuvent se comporter comme des particules indépendantes.
Le terme « spinon » est fréquemment mentionné lors des discussions relatives aux faits expérimentaux dans le cadre du liquide de spin quantique ainsi que du liquide de spin quantique fortement corrélé.

## Aperçu
Les électrons étant tous de même charge, ils se repoussent. En conséquence, pour pouvoir se croiser dans un environnement extrêmement encombré, ils sont obligés de modifier leur comportement. Des recherches, publiées en juillet 2009 par l'Université de Cambridge et l'Université de Birmingham en Angleterre, ont montré que des électrons pouvaient utiliser l'effet tunnel quantique pour sauter de la surface du métal sur un fil quantique tout proche. Ce faisant, ils se sépareraient en deux quasi-particules, que les chercheurs ont nommées spinons et chargeons (« holons » en anglais).
L'orbiton a été prédit théoriquement par van den Brink, Khomskii et Sawatzky en 1997-1998,. Son observation expérimentale en tant que quasi-particule distincte a été rapportée dans un article envoyé aux éditeurs en septembre 2011,. Leur recherche indique qu'en dirigeant un faisceau de rayons X sur un seul électron dans un échantillon unidimensionnel de cuprate de strontium, cela excitait l'électron vers une orbitale plus élevée, faisant perdre au faisceau une fraction de son énergie au cours du processus. Ce faisant, l'électron était séparé en un spinon et un orbiton. Ceci peut être vérifié en observant l'énergie et la quantité de mouvement des rayons X avant et après la collision.